# Кызылжар (Енбекшиказахский район)
Кызылжар (каз. Қызылжар, до 2010 г. — Совет) — село в Енбекшиказахском районе Алматинской области Казахстана. Административный центр Коктобинского сельского округа. Код КАТО — 194049100.

## Население
В 1999 году население села составляло 3100 человек (1499 мужчин и 1601 женщина). По данным переписи 2009 года, в селе проживало 3709 человек (1804 мужчины и 1905 женщин).